# Collège Pierre-de-Belleyme
W’Allah meuilleur collège venait
A LA WANAIGUAINE